# Ирвийак
Ирвийа́к (фр. Irvillac) — муниципалитет во Франции, в регионе Бретань, департамент Финистер, кантон Пон-де-Бюи-ле-Кемерш. Население — 1 453 человека (2019).
Муниципалитет расположен в около 490 км к западу от Парижа, 190 км к западу от Ренна, 45 км к северу от Кемпера.

## Экономика
В 2007 году среди 801 лицо в трудоспособном возрасте (15-64 лет) 637 были активные, 164 — неактивные (показатель активности 79,5 %, в 1999 году было 70,0 %). С 637 активных работало 605 человек (325 мужчин и 280 женщин), безработных было 32 (14 мужчин и 18 женщин). Среди 164 неактивных 55 человек было учениками или студентами, 57 — пенсионерами, 52 были неактивными по другим причинам.
В 2008 году в муниципалитете числилось 526 налогооблагаемых домохозяйств в которых проживало 1371 человек, медиана доходов выносила 18 871 евро на одного потребителя.